# Павло VI
Святий Павло VI (лат. Paulus VI; мирське ім'я Джованні Баттіста Енріко Антоніо Марія Монтіні, італ. Giovanni Battista Enrico Antonio Maria Montini; 26 вересня 1897 — 6 серпня 1978) — 262-й понтифік римо-католицької церкви (з 21 червня 1963 до смерті), до того — архієпископ Міланський, кардинал. Перший Папа від початку XIX століття, який здійснив візит за межі Італії, а також перший Папа, який відвідав усі п'ять континентів. 14 жовтня 2018 р. офіційно зарахований до лику святих (канонізований).

## Життя
Джованні Монтіні в 1916 році вступив до семінарії і через 4 роки був висвячений у сан священника, після чого став навчатися в Папському григоріанському університеті, Римському університеті та в церковній академії («Accademia Dei Nobili Ecclesiastici»). У 1937 році Монтіні зайняв важливий пост при кардиналі Пачеллі. Коли Пачеллі став папою Пієм XII Монтіні був призначений 1952 року заступником державного секретаря Ватикану. В 1953 році Монтіні став архієпископом Мілана, проте до смерті Пія XII не дістав кардинальського сану — він був йому даний лише наступним папою Іваном XXIII.

## Понтифікат
Павло VI був останнім папою, коронованим при обранні тіарою — Іван Павло І скасував цю традицію. Свою тіару Павло VI подарував Базиліці Непорочного зачаття у Вашингтоні. Після обрання папою Павло VI довів до логічного кінця розпочатий його попередником Ватиканський собор і до своєї смерті стежив за підготовкою соборних документів. У 1965 році він заснував Синод єпископів. У 1973 році призначив архієпископів Альбано Луціані, 26 червня 1967 Кароля Войтилу і 1977 року Йозефа Ратцінґера — кардиналами, які стануть пізніше його наступниками.
Видав дві свої найвідоміші енцикліки — про целібат («Sacerdotalis caelibatus») — 24 червня 1967 року і про контроль над народжуваністю «Humanae vitae» — 24 липня 1968 року. В «Humanae vitae» Павло VI, не відкидаючи людську сексуальність, засудив штучний контроль над народжуваністю і контрацепцію, що викликало резонанс у деяких прошарках суспільства. Павло VI був звинувачений в ретроградстві та консерватизмі прихильниками технологічного прогресу і неомальтузіанцями, які стверджували, що контрацепція може позбавити країни третього світу від голоду і продовольчих проблем. Але енцикліка, щоправда з деякими застереженнями, була пізніше підтримана Іваном Павлом II.
Під час понтифікату Павла VI були внесені істотні зміни в римський місал (богослужіння). Ці зміни містили дозвіл використання національних мов, дозвіл священника здійснювати богослужіння обличчям до народу, деякі текстові зміни та ін. (див. Novus Ordo Missae). Були також внесені зміни до загального римського календаря святих — замість колишньої складної системи введена триступінчата організація: пам'ять, свято, торжество (пам'ятка при цьому може бути обов'язковою і факультативною), пам'ять про деяких святих додана, пам'ять про деяких виключена (що автоматично перевело цих святих у ранг місцевошанованих). Новий місал був введений апостольської конституцією Павла VI Missale Romanum, Випущеної 3 квітня 1969 року.

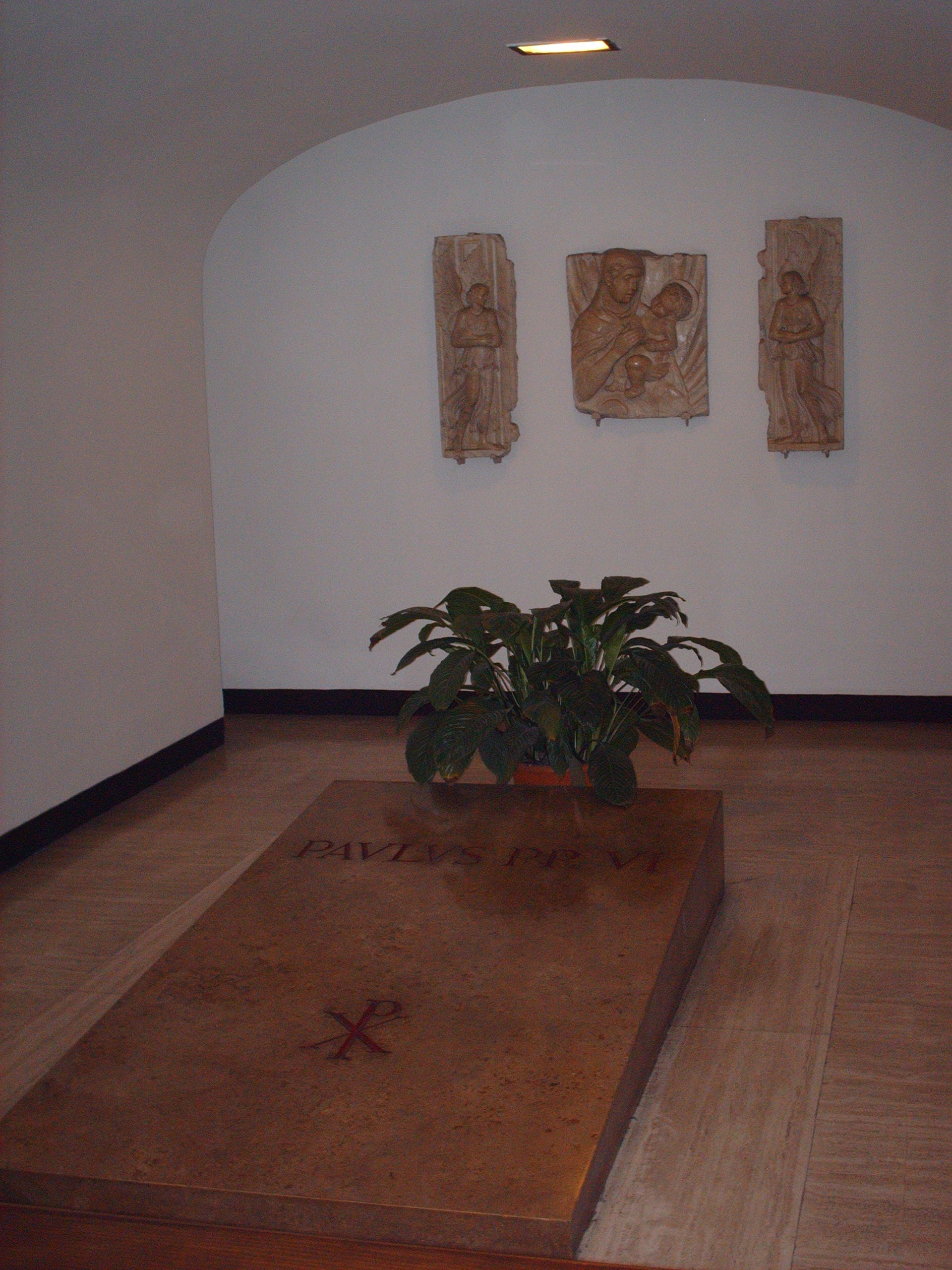
Могила Павла VI в крипті Базиліки Святого Петра

Павло VI вперше відвідав всі п'ять континентів і до Івана Павла II вів найширшу зовнішню політику Ватикану, отримавши прізвисько «папа-пілігрим». Проте 1970 року в міжнародному аеропорту Маніли на нього було здійснено замах: художник-сюрреаліст Бенхамін Мендоса-і-Амор Флорес кинувся на папу з кинджалом. Серед найважливіших візитів Павла VI були зустрічі з константинопольським патріархом Афінагором у 1964 році (перший з 1054 року, в ході якого була підписана спільна декларація про зняття взаємних анафем) і з архієпископом Кентерберійським Майклом Рамзаєм. Окреме місце у своїх промовах Павло VI приділив духовній боротьбі церкви з дияволом. Під час свого понтифікату Павло VI часто піддавався різним нападкам, у тому числі за ревізію Тридентської меси з боку консерваторів, і був предметом безлічі чуток і пліток. За кілька місяців до своєї смерті Павло VI відправив урочисту месу по смерті Альдо Моро, убитого «Червоними бригадами» (поки Моро був у заручниках, понтифік пропонував себе в обмін на нього), і після тривалої хвороби помер у своїй літній резиденції від серцевого нападу.

## Канонізація
Беатифікований 19 жовтня 2014 року Папою Франциском. Канонізований 14 жовтня 2018 року Папою Франциском.